# Eumedonia albolinearis
Eumedonia albolinearis är en fjärilsart som beskrevs av Schultz 1903. Eumedonia albolinearis ingår i släktet Eumedonia och familjen juvelvingar. Inga underarter finns listade i Catalogue of Life.